# St. Pankratius (Parkstein)

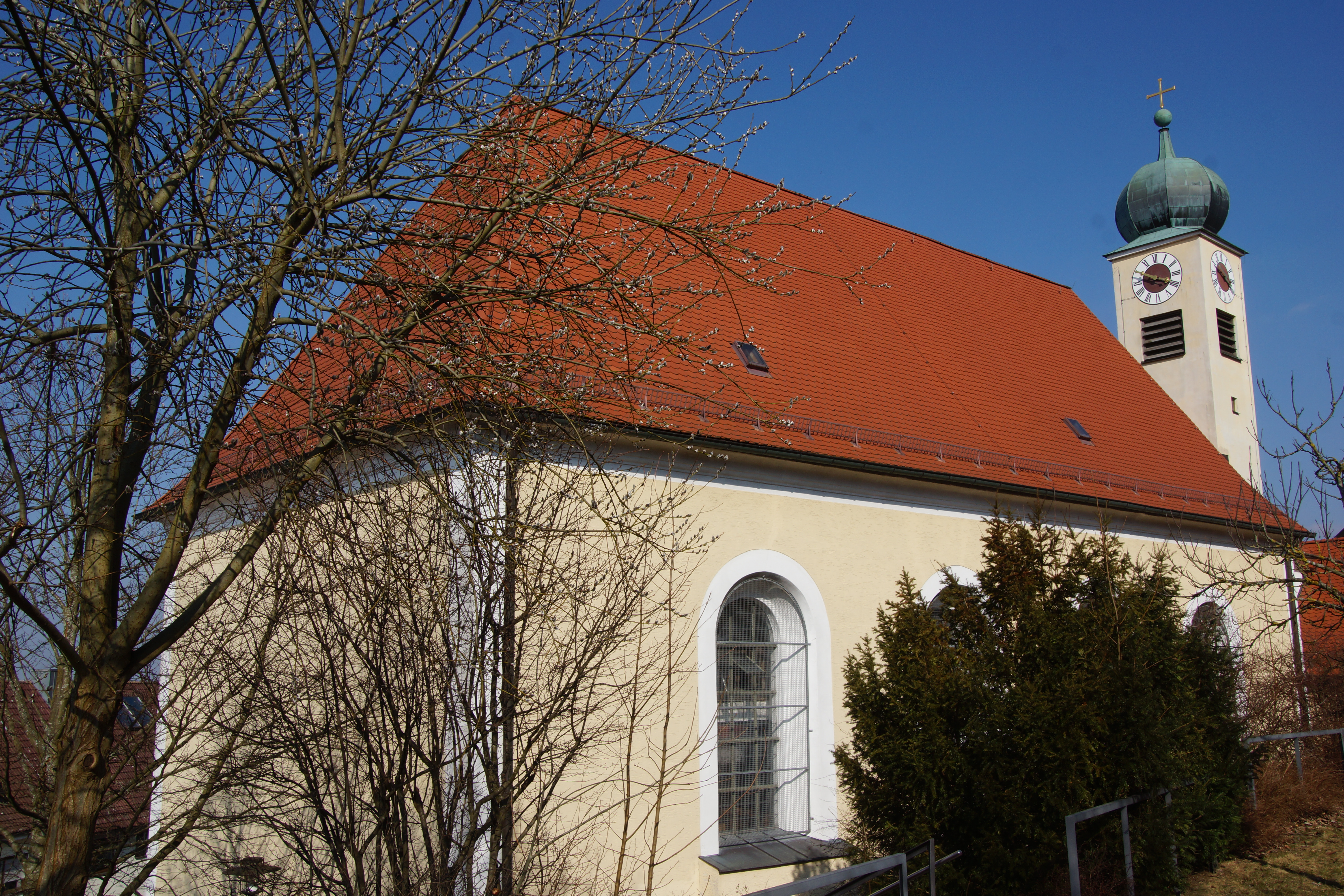
St. Pankratius (Parkstein)

Die römisch-katholische, denkmalgeschützte Pfarrkirche St. Pankratius steht in Parkstein, einem Markt im Landkreis Neustadt an der Waldnaab der Oberpfalz. Die Kirche gehört zum Bistum Regensburg. Das Bauwerk ist unter der Denkmalnummer D-3-74-144-7 als Baudenkmal in die Bayerische Denkmalliste eingetragen. Kirchenpatron ist der frühchristliche Märtyrer Pankratius. 

## Beschreibung
Die Saalkirche wurde 1788/89 anstelle des zerstörten Vorgängers erbaut. Sie besteht aus einem Langhaus, einem eingezogenen, dreiseitig geschlossenen Chor im Osten und einem Kirchturm im Chorscheitel, der im oberen Bereich die Turmuhr und den Glockenstuhl mit drei Kirchenglocken beherbergt und der 1962 mit einer Zwiebelhaube bedeckt wurde.
Der Innenraum des Langhauses ist mit einem Stichkappengewölbe überspannt, das auf breiten Pilastern an den Wänden ruht. Der aus dem Kloster Walderbach stammende Hochaltar, der mit seinen Säulen den Chor eng ausfüllt, wurde im 2. Viertel des 18. Jahrhunderts überarbeitet. Die Kanzel wurde ursprünglich für die Wallfahrtskirche des Klosters Barbaraberg gebaut. Auf ihrem Schalldeckel ist Mose mit den Tafeln der Zehn Gebote zu sehen.